# Renhe, Guangdong
Renhe (kinesiska: 人和) är en köping i sydöstra Kina. Den ligger i stadsdistriktet Baiyun i provinshuvudstaden Guangzhou i provinsen Guangdong, omkring 22 kilometer norr om centrala Guangzhou. Antalet invånare är 127 795. Befolkningen består av 60 780 kvinnor och 67 015 män. Barn under 15 år utgör 12,0 %, vuxna 15-64 år 80 %, och äldre över 65 år 6,0 %.